# هوراسيو بونجيوفاني
هوراسيو بونجيوفاني (بالإسبانية: Horacio Bongiovanni) هو لاعب كرة قدم أرجنتيني في مركز الوسط، ولد في 8 أغسطس 1950، وتوفي في 27 أكتوبر 2021. لعب مع بوكا جونيورز.